# Servizio Meteorologico dell'Aeronautica Militare
Service météorologique de l'armée de l'air italienne
Le Servizio Meteorologico dell'Aeronautica Militare est une unité organisationnelle de l'Armée de l'air italienne qui est également le Service météorologique national italien desservant à la fois les Forces armées italiennes et le grand public. Il est également connu comme Meteo Aeronautica et Meteo AM.

## Histoire
Le 9 avril 1865, un bureau météorologique central est créé au ministère de la Marine. Le 1er avril 1866, une vingtaine de stations météorologiques côtières commencèrent à télégraphier des observations météorologiques à l'Office qui les échangea avec les bureaux météo français et britanniques. Le bureau central et les bureaux secondaires à Gênes, Livourne, Naples, Palerme, Messine et Ancône utilisaient ces informations pour rédiger des prévisions météorologiques. Le décret royal no 3534 du 26 novembre 1876 marqua le début officiel de l’Office central royal de météorologie, basé au Collège romain de Rome, comme service d'observation, d'analyse synoptique de l'état du temps, des prévisions et de la climatologie.
Le 1er août 1880, l’Institut hydrographique de la Marine commença à être le service météo pour la navigation maritime. Avec le développement de l'avion au début du XXe siècle, le besoin d'avoir une connaissance approfondie de la structure de l'atmosphère s'est fait sentir. Les premiers radiosondage sont effectués en mai 1911 et le 27 février 1913, le Service royal italien d'aérologie fut créé. Le 3 juillet 1913, l'Office central de météorologie devint le Service météorologique national qui coordonnait les différents services mentionnés antérieurement et dont les intérêts « opérationnels » coïncidaient, à cette époque, presque exclusivement avec ceux des corps militaires.
Le 30 décembre 1923 entraen vigueur une réorganisation des services de météorologie et de géophysique. Certains observatoires météorologiques et géodynamiques furent supprimés, l'Office central royal de météorologie et de géodynamique fusionnèrent dans l’Office royal de météorologie et de géophysique. En 1930, le service météorologique a été inclus dans le ministère de la guerre et en 1931, il a été transféré au nouveau complexe de bâtiments de Palazzo Aeronautica. Le personnel déjà en activité était civil, mais les nouveaux furent embauchés dans une carrière militaire. Après diverses vicissitudes, entre 1934 et 1938, le Service a pris une connotation unitaire au sein de la Regia Aeronautica et inséré dans le Bureau central d'assistance au vol des télécommunications. Le 19 mai 1939 tout le personnel est devenu militaire. Le 28 août 1942, avec l'arrêté royal n° 1318, le Bureau central d'assistance au vol des télécommunications est devenu l'Inspection des télécommunications et de l'assistance au vol, ITAV, au sein de laquelle opérait la partie centrale du Service météorologique.
En 1950, le Service est devenu membre de l'Organisation météorologique mondiale (OMM). Le service météorologique de l'armée de l'air est également au sein du Centre européen pour les prévisions météorologiques à moyen terme (CEPMMT) et d'autres organisations européennes de coopération en météorologie. En 1978, les centres techniques opérationnels du Service ont été regroupés en un seul organe central : le Centre national de météorologie et de climatologie aéronautiques, CNMCA, dont le siège fut d'abord à Rome puis à Pratica di Mare.
En 1999, une autre restructuration a conduit à la fermeture de 2 des 3 centres météorologiques régionaux, le rôle d'organe central de gestion fut assumé par la Direction générale de la météorologie. En 2006, le « Bureau général de l'espace aérien et de la météorologie » a été créé et en même temps le Bureau général de la météorologie a été fermé.

## Organisation

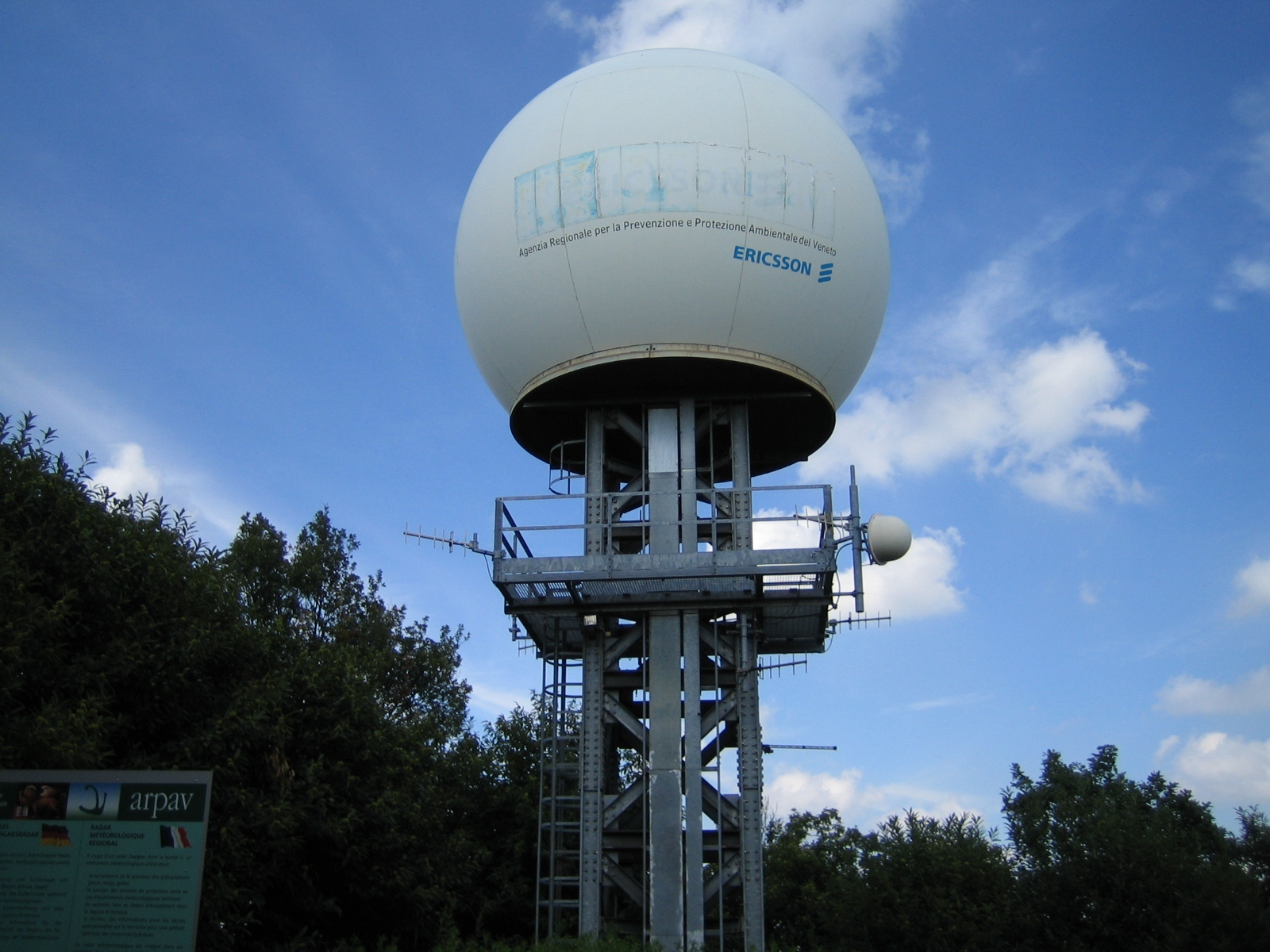
Radar météorologique à Monte Grande (Monts Euganéens).

Le service météorologique de l'armée de l'air italienne relève d'un département de l'état-major général de l'armée de l'air à Rome. Il est également responsables des questions de planification et de politique visant à promouvoir la coopération internationale par l'intermédiaire de l'Organisation météorologique mondiale.
Le siège du Service météorologique est situé sur l'aéroport militaire Mario de Bernardi (aussi nommé Pratica di Mare) près de Rome. Il s'y fait le traitement des informations clés et la diffusion d'analyses et de prévisions pour les militaires, l'aviation civile, le monde maritime, la défense civile et d'autres utilisateurs, ainsi que les médias de masse.
Il y a trois sous-bureaux :
- À l'aéroport de Milan-Linate : centre régional du Nord de l'Italie, Équipe spéciale Avalanche SAR « Meteomont » en coopération avec le Commandement des troupes de montagne de l'Armée et les Gardes Forestiers ;
- À Vigna di Valle, près de Rome : assurance qualité, certification, essais et recherche, stations météorologiques mobiles pour les opérations militaires à l'étranger, observations météorologiques climatologiques à 41 stations ;
- 84 stations météorologiques habitées et 110 stations automatiques, transmettent leurs données au siège. En outre, il existe un service météorologique spécial du ministère de l'Agriculture.